# Liste der portugiesischen Botschafter in Bahrain
Die Liste der portugiesischen Botschafter in Bahrain listet die Botschafter der Republik Portugal in Bahrain auf. Die Länder unterhalten seit 1976 direkte diplomatische Beziehungen.
Der erste Botschafter Portugals akkreditierte sich 1989 in der bahrainischen Hauptstadt Manama. Eine eigene Botschaft eröffnete Portugal dort bislang nicht, der portugiesische Vertreter in Saudi-Arabien wird in Bahrain weiterhin zweitakkreditiert (Stand 2019).

## Missionschefs
| Name                                               | Bild    | Amtszeit  | Anmerkungen                                                                 |
| Bahrain                                            | Bahrain | Bahrain   | Bahrain                                                                     |
| -------------------------------------------------- | ------- | --------- | --------------------------------------------------------------------------- |
| José Manuel Waddington de Matos Parreira           |         | seit 1989 | Botschafter mit Amtssitz Riad, am 10. Juli 1989 in Manama akkreditiert      |
| José Henrique de Barbosa Ferreira                  |         | seit 1991 | Botschafter mit Amtssitz Riad, am 31. Juli 1991 in Manama akkreditiert      |
| Pedro Vasconcelos Sarmento de Vasconcelos e Castro |         | seit 1995 | Botschafter mit Amtssitz Riad, am 17. September 1996 in Manama akkreditiert |
| Jorge Raúl da Silva Preto                          |         | seit 1999 | Botschafter mit Amtssitz Riad, am 14. November 1999 in Manama akkreditiert  |
| João Pedro de Noronha Brito Câmara                 |         | seit 2003 | Übergangs-Geschäftsträger                                                   |
| Henrique Manuel Vilela da Silveira Borges          |         | seit 2004 | Botschafter mit Amtssitz Riad                                               |
| Aristide Alegre Vieira Gonçalves                   |         | seit 2007 | Botschafter mit Amtssitz Riad                                               |
| António Maria Botelho de Sousa                     |         | seit 2011 | Botschafter mit Amtssitz Riad                                               |
| Manuel Maria Camacho Cansado de Carvalho           |         | seit 2013 | Botschafter mit Amtssitz Riad, am 10. April 2014 in Manama akkreditiert     |
| Luís Manuel Fernandes de Menezes de Almeida Ferraz |         | seit 2018 | Botschafter mit Amtssitz Riad                                               |